# Хуи

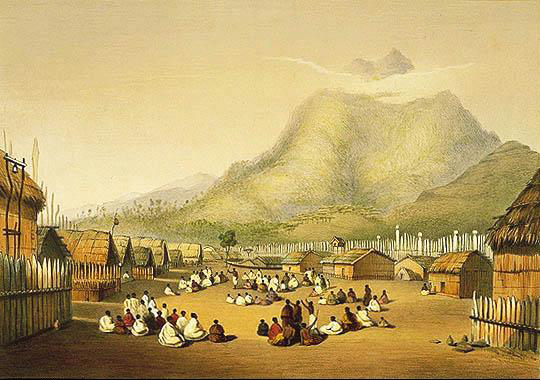
Мараэ в Каитотехе, близ горы Таупири, район Уаикато, 1844 год. Связано с вождём Потатау Те Фероферо, ставшим первым королём маори

Хуи (англ. Hui) — новозеландский термин, заимствованный из языка маори и означающий собрание людей.
Слово хуи используется и европейцами с 1846 года для обозначения собраний маори.
Хуи проводятся в мараэ (священные места в полинезийских обществах). Цели и церемонии хуи могут быть совершенно разными: от празднований свадеб или отмечания похорон (танги), дней рождения, открытий новых мараэ до социальных или политических встреч, где обсуждается политика племени.
Хуи может продолжаться от одного часа до трёх дней.
Хуи обычно начинается с михимихи — ритуального представления своего происхождения для установления родства с хозяевами и другими гостями. Затем участники хуи переходят к обсуждению каупапы — главной темы встречи. Цель хуи — достижение консенсуса.
На традиционных собраниях употребляют блюда маорийской кухни: запечённые в земляной печи мясо и овощи, варёные свиные кости, картофель и осот и другие кушанья.